# 桜井忠剛
桜井 忠剛（さくらい ただたか、1867年5月20日（慶応3年4月17日）- 1944年（昭和19年）10月15日）は、日本の洋画家、初代尼崎市長である。号は天華。本姓は松平。

## 経歴・人物
摂津尼崎藩の第5代藩主だった松平忠誨の弟であった松平忠顕の子として生まれる。後に父が隠居した事により、次代藩主の松平忠栄が桜井家として分裂したことにより桜井姓と名乗った。1876年（明治9年）上京し、勝海舟の付き人を経て川村清雄の門下となり洋画家として活動する。
その後は、桜井の作品が1887年（明治20年）に開催された東京府工芸品共進会や1890年（明治23年）に開催された第3回内国勧業博覧会に出品され受賞される。1894年（明治27年）は親交のあった松原三五郎らと共に第1次、1901年（明治34年）には第3次の関西美術会の創設にそれぞれ携わった。またこの頃に開催が開始された新古美術品展が1898年（明治31年）から1901年（明治34年）まで出品され、同時期に京都美術協会委員を務める。1905年（明治38年）には尼崎町長に就任し、市制に昇格後は画家を引退して1916年（大正5年）から初代尼崎市長として3期務めた。

## 受賞歴
- 東京府工芸品共進会 妙技2等賞（1887年）
- 第3回内国勧業博覧会 入選（1890年）
- 新古美術展 3等賞銅牌（1900年）
- 新古美術展 2等賞銀牌（1901年）
- 関西美術会主催批評会 3等賞（1901年）

## 主な作品
- 『薔薇』
- 『秋の草花』
- 『白馬』
- 『能（安宅）』